# Unione dei giornalisti di Corea
L'Unione dei giornalisti di Corea (coreano: 조선 기자 동맹) è un'organizzazione nordcoreana per i giornalisti. Fondata il 10 febbraio 1946, è un membro del Fronte Democratico per la Riunificazione della Patria. È considerata un'importante istituzione del Paese. L'iscrizione è obbligatoria per tutti i giornalisti nordcoreani. L'organizzazione è guidata dal suo Comitato centrale, attualmente guidato da Kim Song-guk. Ha sede nella capitale, Pyongyang. Il sindacato pubblica la sua rivista, Journalists 'Anthology (기자 작품집), dal 1960.
L'organizzazione era un membro dell'ormai defunta Organizzazione Internazionale dei Giornalisti (che era controllata dal Partito Comunista di Cecoslovacchia con l'assistenza di agenti del KGB).
Il portavoce della Korean Friendship Association, Alejandro Cao de Benós, è stato certificato giornalista onorario dell'Unione nel 2008.